# Martha Coolidge

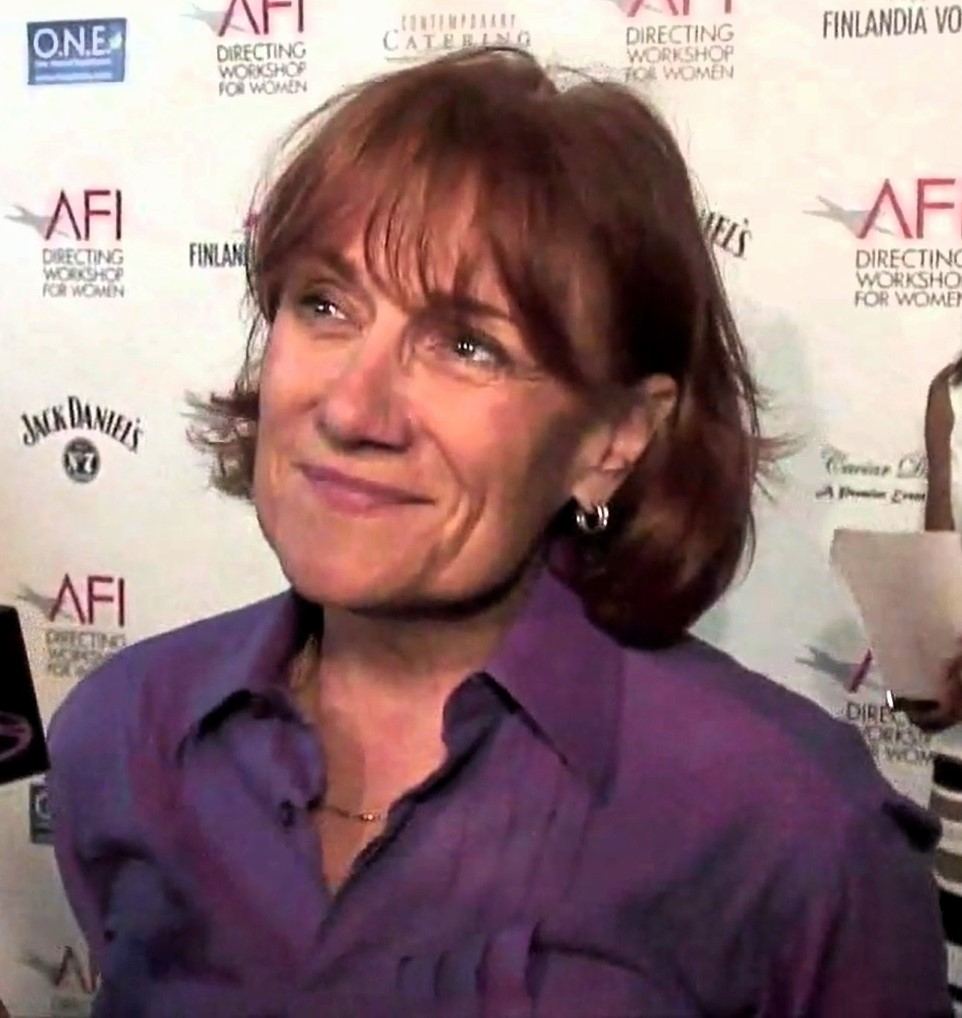
Martha Coolidge, 2009

Martha Coolidge (* 17. August 1946 in New Haven (Connecticut)) ist eine US-amerikanische Regisseurin und Fernsehproduzentin, deren Filme meist einen komödiantisch-feministischen Hintergrund haben.

## Leben
Martha Coolidge schloss 1968 an der Rhode Island School of Design mit dem Bachelor ab und erwarb 1974 den Master of Fine Arts an der New York University. Noch während der Studienzeit schuf sie beachtete autobiographische Kurzfilme. Mit Valley Girl (1983) brachte sie den jungen Nicolas Cage heraus, mit Was für ein Genie (1985) errang sie den Grand Prix des Festival du Film de Paris. Die Lust der schönen Rose (1991) wurde mit dem Independent Spirit Award ausgezeichnet, mit einer Oscar-Nominierung gelang Laura Dern der Durchbruch.
Seit den 2000er-Jahren ist sie vor allem für verschiedene Fernsehserien und -filme tätig.
Als langjährige Funktionärin schaffte sie es, 2002 bis 2003 der erste weibliche Präsident der Directors Guild of America zu werden.

## Filmografie (Auswahl)
- 1983: Valley Girl
- 1984: Joy of Sex
- 1985: Was für ein Genie (Real Genius)
- 1987: Plain Clothes – Mord in der Highschool (Plain Clothes)
- 1989: Ananas und blaue Bohnen (Trenchcoat in paradise)
- 1991: Die Lust der schönen Rose (Rambling Rose)
- 1992: Verrückt vor Liebe (Crazy in Love)
- 1993: Trouble in Yonkers (Lost in the Yonkers)
- 1993: Angie
- 1995: Das Geheimnis der drei Wünsche (Three Wishes)
- 1997: Tango gefällig? (Out to Sea)
- 1999: Rising Star (Introducing Dorothy Dandridge)
- 2000: Women Love Women (If These Walls Could Talk 2)
- 2004: Der Prinz & ich (The Prince & Me)
- 2006: Material Girls
- 2006–2011: CSI – Den Tätern auf der Spur (CSI: Crime Scene Investigation, Fernsehserie, 5 Folgen)
- 2009: Nora Roberts – Ein Haus zum Träumen (Tribute)
- 2012: The Unknown (Fernsehserie)